# Oph-IRS 48
 (mai 2025).
Améliorez-le ou discutez des points à vérifier. 
Désignations
Oph-IRS 48 est une jeune étoile similaire au Soleil qui se situe dans le nuage de Rho Ophiuchi (constellation d'Ophiuchi) . Elle a été premièrement identifiée par le satellite IRAS comme une source infrarouge très puissante. Selon la mesure annuelle de sa parallaxe par le satellite Gaia, elle se situe à 444 années-lumière de la Terre.

## Disque protoplanétaire
Des études ont montré que les particules de poussière millimétriques sont rassemblées en forme de croissant, tandis que le gaz (tracé par les molécules de CO) et les petits grains de poussière suivent une structure en anneau de disque complet. Les grains centimétriques sont encore plus nombreux, concentrés à l'intérieur du croissant. Cette structure est conforme aux prédictions théoriques du piégeage des poussières. La composition chimique a également été étudiée, avec des molécules comme H2CO[Quoi ?] étant présentes. On pense que le piège à poussière dirige le processus de formation des planètes dans ce jeune système,. En mars 2022, l'ESO a utilisé le ALMA pour étudier Oph-IRS 48 et découvrira que le grand disque protoplanétaire de Oph-IRS 48 a été riche en méthoxyméthane. Le méthoxyméthane est l'une des plus grandes molécules astrochimiques connues et elle serait un ingrédient pour la vie selon l'ESO. Le disque protoplanétaire est aussi riche en glace et il contient une cavité, signe de la possible formation d'une protoplanète autour de Oph-IRS 48. L'étoile Oph-IRS 48 aurait ionisé la glace pour la transformer en gaz, émettant une grande quantité d'ondes radio que le ALMA a détecté. Les scientifiques de l'ESO pensent que la fonte de la glace pourrait réarranger les molécules pour les transformer en composés chimiques complexes ainsi qu'en des acides comme le sucre, les ingrédients pour une vie organique. Au vu de ces caractéristiques, le disque a révolutionné la vision de la formation des planètes en astronomie,,,.